# Taleporia
Taleporia là một chi bướm đêm. Nó thuộc họ Psychidae. "chi wastebin" Solenobia về mặt kỹ thuật là một từ đồng nghĩa cơ sở của chi hiện tại nhưng phần lớn các loài trước đây được đặt ở đây thuộc chi của phân họ Taleporiinae và Naryciinae.

## Các loài chọn lọc
| - Taleporia aethiopica - Taleporia amariensis - Taleporia anderegella - Taleporia aphrosticha - Taleporia austriaca - Taleporia autumnella Rebel, 1919 - Taleporia bavaralta - Taleporia borealis Wocke, 1862 - Taleporia caucasica - Taleporia cawthronella - Taleporia clandestinella - Taleporia crepusculella - Taleporia discussa - Taleporia glabrella - Taleporia gozmanyi - Taleporia gramatella - Taleporia guenei - Taleporia hirta - Taleporia improvisella Staudinger, 1859 - Taleporia isozopha | - Taleporia lefebvriella - Taleporia mesochlora - Taleporia microphanes - Taleporia minor - Taleporia minorella - Taleporia nana - Taleporia nigropterella - Taleporia politella (Ochsenheimer, 1816) - Taleporia pseudobombycella - Taleporia pseudoimprovisella Witt & de Freina, 1984 - Taleporia sciacta - Taleporia shosenkyoensis - Taleporia szocsi - Taleporia tesserella - Taleporia triangularis - Taleporia trichopterella - Taleporia tubulosa - Taleporia zopha |

## Footnotes
1. ↑  See e.g. references in Savela (2009)